# 香取級訓練巡洋艦
香取級訓練巡洋艦（日语：香取型練習巡洋艦）為日本帝國海軍在1930年代建造的訓練巡洋艦，同級艦3艘；該級艦為日本第一種專業的訓練艦艇，取代了以往帝國海軍使用舊型軍艦作為訓練用之現象。

## 建造背景
日本帝國海軍在本級艦服役前，以往提供給海軍教育體系（海軍兵學校）的訓練艦是以較老舊的裝甲巡洋艦擔任。在當時，日本使用的訓練艦為淺間級裝甲巡洋艦、八雲號裝甲巡洋艦、磐手號裝甲巡洋艦，大型軍艦雖然穩定度好，可以讓不熟水性的學生們提供較和緩的演練環境，但是在20世紀初科技發展日新月異，老舊艦艇上的機具與現役艦艇上落差過大；舉凡1930年代起普及的各種新穎科技，如加壓重油鍋爐、蒸氣渦輪引擎、柴油引擎、水上飛機等在一線艦艇上普及的設備舊船找不到適合的實習方式，銜接訓練環境不好，學習效果自然也大打折扣。
帝國海軍並非不了解訓練落差的問題，在1930年代限武條約尚有效時，帝國海軍宣布這三艘老船的任務將交由球磨級輕巡洋艦其中3艘負責(大井、北上、木曾)；這幾艘艦艇將解除武裝，而少掉的3艘實戰艦艇則由最上級鈴谷、熊野取代。但是在經濟大恐慌後帝國海軍的艦艇換裝計劃在1933年12月後已經無限期推延，而1934年12月新的計畫則決定將這3艘球磨級改造成魚雷巡洋艦，因此這個原訂方案也就棄置。
1935年10月，擔任訓練用的淺間號裝甲巡洋艦在廣島灣倉橋島南方座礁擱淺，該事件淺間號整艘船騎上礁石，導致龍骨變形扭曲無法繼續執勤；無論就數量與品質，帝國海軍都迫切需要較好的訓練艦確保後續軍力擴張時提供新進學官教育品質。
帝國海軍決定在1937年限武條約失效後，規劃製造新的訓練艦，海軍的要求有:
1. 標準排水量5,800噸。
2. 最大航速18節。
3. 可容納375位少尉學官（日语：少尉候補生），其中200位為槍炮航行科目、100位為艙面下相關科目、50位為輪機科目、25位為醫療主計科目等。

原本帝國海軍打算在新型艦服役前繼續抽調舊型戰艦充當訓練艦，但是1937年8月與南京國民政府之間的衝突開始掃到海軍管轄區域，戰力抽調到中國戰場後又缺少
帝國海軍成功在同年通過的第三次軍備補充計畫追加預算編列時，撥款建造以訓練任務為主要設計取向的巡洋艦，由於本級艦設計目標並非以戰鬥能力為主導，艦政本部除了在設計時控制噸位在6,000噸之外，武裝多使用既有甚至是庫存武器，船體設計標準甚至放寬採用商船結構強度規格；放寬標準的優勢則反映在本級艦預算上，第一批2艘香取級在1937年編列預算單艦僅660萬日幣，第二批次造價720萬日幣；對比起近似噸位、同年度撥款的阿賀野級輕巡洋艦1艘則需1,640萬日幣，本級艦價位與實戰艦艇對比相當明顯。
由於本級艦設計採用商規強度，因此也不需佔用海軍工廠等專造大型軍艦的船塢及職工檔期，造艦交由已經造過萬噸商船的三菱重工橫濱造船廠負責；然而，香取級已經是使用1937年預算追加的方式勉強排入新造艦艇隊列，預算相當吃緊，因此3艘預算分成2批支付，第一批是1937年撥款2艘，昭和13年(1938年)撥款1艘；1940年(昭和15年)原預定增造第4艘的計畫，但在開工3個月後即取消方案。

本艦主負責人與阿賀野級一樣，為艦政本部第四部海軍造船中校大薗大輔，監督上級為艦政本部第四部主任技術少將福田啓二；香取級定稿設計案為J-16，J字代號在艦政本部內歸類在特務艦艇，因此不是使用F(驅逐艦設計案)或C(巡洋艦設計案)代號。然而西方國家因為欠缺香取級的正確情報，加上以往日軍採用實戰艦艇充當訓練艦的經驗，因此在戰爭時美國海軍情報辦公室只能以香取級的主要武裝認定為輕巡洋艦級別軍艦，並賦予她們CL-18、CL-19、CL-20代號。

## 設計
艦體
香取級船體設計採高乾舷、飛剪式艦艏、高度較矮的船首樓、三腳桅杆、艦體長寬比8.15，所有的上層結構佈局設計皆以船體安定與復原性為主導，因此整艘船不只上層結構相當樸素，同時這種較寬胖的船體比例在帝國海軍普遍為高速取向而讓長寬比在10以上當中也相對獨特；但較寬的艦體提供完整的艙內空間，提供學員需要的上課集中區域。本級艦因商規設計之故無船體裝甲，主要防禦設計僅有龍骨上方的縱向艙壁，能在必要時隔開艦體左右側保持艦體浮力。
由於訓練艦遠航任務時有機會開赴外國親善訪問，因此香取級在船艙上設計上有其特別之處，大型船艙除了可供教學，在外出場合也可作為交誼廳、宴會廳等空間使用；不只如此，在1930年代中小型艦體為損管考量等逐漸取消木質甲板的當下，香取級仍保留了木製上甲板設計；還有就是香取級在艦體中段甲板有一間設備齊全的手術室與較大的診療間，這是為了替醫療相關學官提供實習空間特別設計的艙室。而且為了提供較好的航行品質，香取級的官兵住艙比一般日本軍艦要寬敞舒適。
動力
香取級的動力機組相當完整，納入當時主要使用的現役機組，動力輸出採用蒸氣-柴油複合動力設計，技術部分則在千歲級水上飛機母艦上完成驗證；動力機組配置自船體前後分別為鍋爐-渦輪引擎-柴油引擎-螺旋槳。
香取級的鍋爐為1937年開始運用的ホ號艦政本部式水管鍋爐，帶空氣預熱器，操作溫度280度、操作壓力為20公斤／平方公分；該型鍋爐為了削減設備體積，因此取消自ロ號艦本式鍋爐起引進自英國亞羅式鍋爐的三汽包鍋爐設計，鍋爐汽包集中在單側，但同體積的蒸氣產生效率優於既有的ロ號爐，雖然以當時的日本材料科技無法讓該型鍋爐大型化，但廣為使用在中小型艦艇上。鍋爐產生的蒸汽提供給艦政本部式全減速齒輪型蒸氣渦輪引擎，本級艦的蒸氣渦輪只有高壓・低壓兩段設計，省略掉一般軍艦巡航使用的的中壓段。
柴油引擎使用的是艦政本部式22號10型柴油引擎，該型引擎為四行程、10汽缸設計，汽缸直徑45公分、往復行程43公分、單汽缸排氣量2250公升，最大轉速每分鐘510轉，屬中速柴油機。柴油引擎輸出後經由變速箱與蒸氣渦輪引擎配合驅動直徑2.8公尺的三葉可變螺距螺旋槳，該螺旋槳可在必要時調整葉片角度使葉片直徑降為2.58公尺；由於單一動力來源均可驅動主機，本級艦有三種速度模式:
1.柴油動力輸出-2部柴油引擎以1,000匹馬力驅動時，極速每小時12節，螺旋槳最大轉速每分鐘180轉；1,500匹馬力驅動時，極速每小時13.5-14節，螺旋槳最大轉速每分鐘210轉。
2.鍋爐動力輸出-2部蒸汽渦輪引擎以1,250匹馬力驅動時，極速每小時13節，螺旋槳最大轉速每分鐘200轉；2,000匹馬力驅動時，極速每小時14.5節，螺旋槳最大轉速每分鐘230轉。
3.蒸汽-柴油複合動力全功率輸出，8,000匹馬力輸出時，極速每小時18節，螺旋槳最大轉速每分鐘280轉。
香取級的燃料槽可裝600噸燃料，但一般只會裝400噸；雖然在設計續航力上是以12海里作標準，但是實測續航力均遠高於計畫值。在1945年引渡給盟軍時日本提供的實際數據，在蒸汽柴油複合驅動時12海里時速下航程可達9,500海里。
裝備
香取級武裝大量使用現成武器，主炮為2座雙聯裝三年式140公厘艦炮，本艦主炮因仰角提高到35度，設計射程上比安裝同型炮的夕張號輕巡洋艦要遠一些；射速上新進乘員一般表現是每分鐘6發，熟練水手可達每分鐘10發。目標指示靠焦基線長4.5公尺的九三式光學立體視覺測距儀，射擊計算使用九四式方位盤瞄準裝置。
其它部分，香取級裝備當時現役普及的八九式127公厘高射炮搭配焦基線長2.5公尺的光學立體視覺測距儀(九七式高射測距儀)與九一式高射裝置、九六式25公厘高射機炮，魚雷武裝並沒有安裝運用氧氣魚雷的610公厘魚雷發射管，而是使用1910年代開發供驅逐艦用尚有庫存之六年式雙連裝533公厘魚雷發射管，夜間目標偵查靠2部鏡片直徑1.1公尺的九六式探照燈。
在日本開戰之後，香取級的任務改變，魚雷發射管在1944年4月撤除，2具發射管座換裝2座八九式高射炮與4座三聯裝25公厘高射機炮，但是高射炮並沒有專用上彈機，因此戰鬥時需要將庫存彈藥堆放在炮座附近；1944年的香取級大幅強化了反潛功能，取消艦隊旗艦任務之後空間大規模供給反潛武裝使用。鹿島號利用被撤除的艦隊司令部住艙搭載100枚深水炸彈，而本來沒有改造司令部隔艙的香椎號更利用其空間搭載300枚深水炸彈，同時增裝深水炸彈、聲納、聽音機、十三號雷達與二二號雷達等設備，搭配4具深水炸彈投擲機與2條深水炸彈施放軌，確保其最強的反潛火力投射能量。

## 同級艦與操作歷史
香取級3艘在1941年12月日美開戰之際皆已完工，前2艘完工者在昭和15年度訓練航行任務時也提供海軍兵學校、海軍輪機學校、海軍經理學校、海軍軍醫學校士官學員提供訓練航行使用。但1941年8月17日，香取、鹿島兩艦分別為東南亞攻佔而設之第四艦隊、潛水艦指揮所設之第六艦隊旗艦之用；因為她們設計上為了提供學生運用的空間正好適合艦隊司令機關及參謀進駐。
在1943年以後日軍擴張遭同盟國軍給壓制，戰線收縮之際，過去為了遠距離指揮所配置的艦隊逐漸失去功能，香取級在1944年曾短暫恢復訓練艦任務；隨後在1944年末尚未沉沒的2艘艦艇入塢改造，改作為反潛艦隊的核心旗艦使用。3艘完工的香取級最後只有鹿島號存活到1945年8月日本投降，鹿島號在1946年也成為接送海外日軍及日僑返國的任務，到1947年任務解除後遭拆解。
| 造艦編號 | 艦名             | 造船廠             | 安放龍骨日期  | 下水                                | 完工                                | 結局                                            |
| -------- | ---------------- | ------------------ | ------------- | ----------------------------------- | ----------------------------------- | ----------------------------------------------- |
| 72       | 香取號訓練巡洋艦 | 三菱重工橫濱造船廠 | 1938年8月24日 | 1939年6月1日                        | 1940年4月20日                       | 1944年2月17日美軍發動冰雹行动之際遭美軍炮擊轟沉 |
| 73       | 鹿島號訓練巡洋艦 | 三菱重工橫濱造船廠 | 1938年10月6日 | 1939年9月25日                       | 1940年5月31日                       | 1946年11月12日起解體，1947年6月15日解體完成     |
| 101      | 香椎號訓練巡洋艦 | 三菱重工橫濱造船廠 | 1939年10月4日 | 1940年10月15日                      | 1941年7月15日                       | 1945年1月12日遭美軍艦載機擊沉                   |
| 237      | 橿原號訓練巡洋艦 | 三菱重工橫濱造船廠 | 1941年8月23日 | 1941年11月6日中止造艦計畫，原地解體 | 1941年11月6日中止造艦計畫，原地解體 | 1941年11月6日中止造艦計畫，原地解體             |